# Volker Pöhler
Volker Pöhler (* 1953 in Neustadt an der Orla) ist ein deutscher Politiker (CDU) und ehemaliger Thüringer Landtagsabgeordneter.
Der Diplom-Bauingenieur Pöhler ist seit 1990 Mitglied des Stadtrates von Bad Langensalza und sitzt im Kreistag des Unstrut-Hainich-Kreises.
Im März 2000 trat er als Nachfolger von Heinrich Dietz in den Thüringer Landtag ein. Bei den Landtagswahlen 2004, 2009 und 2014 wurde er nicht in den Landtag gewählt. 2018 trat er bei der Bürgermeisterwahl in Bad Langensalza an. Als Viertplatzierter kam er nicht in die Stichwahl.